# 1968-as Formula–1 német nagydíj
Az 1968-as Formula–1 világbajnokság nyolcadik futama a német nagydíj volt.

## Futam
Nürburgringen az időmérő edzés alatt esett, Ickx autózta a leggyorsabb időt Amon és Rindt előtt.
A versenyt erős eső és köd nehezítette. A rajt után Hill vezetett Amon, Rindt és Stewart előtt, de az első kör végén már Stewart vezetett 9 másodperces előnnyel. A skót élete egyik legnagyobb versenyét futva tovább növelte előnyét és a leintésnél 4 perccel előrébb ért be a második Graham Hillnél, aki egy alkalommal meg is pördült. Amon kicsúszása után harmadik lett Ickx előtt.
| Helyezés | #  | Versenyző            | Csapat/Motor  | Futott körök | Idő/Kiesés oka      | Rajthely | Pontszám |
| -------- | -- | -------------------- | ------------- | ------------ | ------------------- | -------- | -------- |
| 1        | 6  | Jackie Stewart       | Matra-Ford    | 14           | 2:19:03,2           | 6        | 9        |
| 2        | 3  | Graham Hill          | Lotus-Ford    | 14           | + 4:03,2            | 4        | 6        |
| 3        | 5  | Jochen Rindt         | Brabham-Repco | 14           | + 4:09,4            | 3        | 4        |
| 4        | 9  | Jacky Ickx           | Ferrari       | 14           | + 5:55,2            | 1        | 3        |
| 5        | 4  | Jack Brabham         | Brabham-Repco | 14           | + 6:21,1            | 15       | 2        |
| 6        | 10 | Pedro Rodríguez      | BRM           | 14           | + 6:25,0            | 14       | 1        |
| 7        | 1  | Denny Hulme          | McLaren-Ford  | 14           | + 6:31,0            | 11       |          |
| 8        | 22 | Piers Courage        | BRM           | 14           | + 7:56,4            | 8        |          |
| 9        | 14 | Dan Gurney           | Eagle-Weslake | 14           | + 8:13,7            | 10       |          |
| 10       | 18 | Hubert Hahne         | Lola-BMW      | 14           | + 10:11,4           | 18       |          |
| 11       | 21 | Jackie Oliver        | Lotus-Ford    | 13           | + 1 kör             | 13       |          |
| 12       | 17 | Kurt Ahrens Jr.      | Brabham-Repco | 13           | + 1 kör             | 17       |          |
| 13       | 2  | Bruce McLaren        | McLaren-Ford  | 13           | + 1 kör             | 16       |          |
| 14       | 11 | Richard Attwood      | BRM           | 13           | + 1 kör             | 20       |          |
| Kiesett  | 8  | Chris Amon           | Ferrari       | 11           | Baleset             | 2        |          |
| Kiesett  | 12 | Jean-Pierre Beltoise | Matra         | 8            | Baleset             | 12       |          |
| Kiesett  | 16 | Jo Siffert           | Lotus-Ford    | 6            | Gyújtás             | 9        |          |
| Kiesett  | 19 | Lucien Bianchi       | Cooper-BRM    | 6            | Üzemanyag szivárgás | 19       |          |
| Kiesett  | 7  | John Surtees         | Honda         | 3            | Gyújtás             | 7        |          |
| Kiesett  | 20 | Vic Elford           | Cooper-BRM    | 0            | Baleset             | 5        |          |

### Statisztikák
Vezető helyen: Jackie Stewart: 1 (1-14)
Jackie Stewart 4. győzelme, 1. leggyorsabb köre, Jacky Ickx 1. pole-pozíciója
- Matra 2. győzelme.

Jackie Oliver első versenye.